# Nannosquilla canica
Nannosquilla canica is een bidsprinkhaankreeftensoort uit de familie van de Nannosquillidae. De wetenschappelijke naam van de soort is voor het eerst geldig gepubliceerd in 1979 door Manning & Reaka.